# 基隆早熟禾
基隆早熟禾（学名：Poa kelungensis）为禾本科早熟禾属下的一个种。